# Cheetah Sisters
«Cheetah Sisters» es el tercer sencillo de la banda sonora The Cheetah Girls, de la película homónima.

## Sencillo
El sencillo fue lanzado oficialmente el 12 de agosto de 2003. La canción fue escrita por Jamie Houston.

### Lista de canciones
1. «Cheetah Sisters»
2. «Cheetah Sisters» (Growl Power Remix)
3. «Cheetah Sisters» (A cappella)"

## Video musical
No se rodó un vídeo ya que se utilizó el de la película The Cheetah Girls, para promover ésta.

## Trivia
- En el pop-up edición de The Cheetah Girls 2, incorrectamente etiquetados esta canción como somos hermanas.
- La canción Cheetah Sisters es una de las canciones que aparecen en el videojuego High School Musical: Sing It!.
- En la secuela, The Cheetah Girls 2, la canción es un remix, bajo el nombre de Barcelona Mix, grabada sin la cantante-actriz Raven-Symoné. Sin embargo, la canción no es presentada en la película.